# 1705 en droit
Cet article présente les faits marquants de l'année 1705 en droit.

## Événements
- 14 mars[1], Grande-Bretagne : vote d’une loi sur les étrangers (Alien Act), qui menace d’interdire tout commerce entre l’Écosse et l’Angleterre et de traiter les Écossais comme des étrangers si les négociations sur l’union ne s’ouvrent pas.
- 20 juin : pacte de Gênes[2]. La Catalogne signe un traité avec l'Angleterre et Gênes contre le roi d'Espagne.
- 30 juillet, Russie : soulèvement d’Astrakhan à la suite de la décision du gouverneur d'appliquer les oukase interdisant le port de la barbe et les vêtements traditionnels ; les insurgés s'emparent du pouvoir mais n'obtiennent pas l’appui des cosaques du Don et la révolte est réprimée par les troupes du maréchal Boris Cheremetiev le 12 mars 1706. Plus de 300 insurgés sont exécutés[3].
- Octobre : publication du code des esclaves en Virginie[4]. Seuls les Noirs peuvent être réduits en esclavage. Le code prévoit la mutilation des esclaves révoltés[5]. Il prévoit de fournir aux serviteurs blancs dont le contrat prend fin dix boisseaux de céréales, trente shillings et une arme, aux femmes quinze boisseaux de céréales et quarante shillings[6]. Les domestiques blancs devenus libres se voient attribuer vingt hectares de terres.
- 18 novembre : traité d’alliance polono-suédois de Varsovie contre la Russie[7].

## Naissances
- 27 novembre : François-Xavier Maistre, juriste et homme politique savoyard, un des rédacteurs des Royales constitutions (Regie Costituzioni) de 1770, base fondamentale du droit public et civil dans les États du roi de Sardaigne († 16 janvier 1789).